# 低轨道离子炮
低轨道离子炮（Low Orbit Ion Cannon，LOIC）是一款开源的网络测试工具，也可被用作DoS攻击，使用C#语言编写。LOIC最初由Praetox Technologies开发，不过后来被发布至公有领域，现在其代码托管于Github等几个开源平台之上。